# Ammoconia virgata
Ammoconia virgata là một loài bướm đêm trong họ Noctuidae.